# Zhou Hang
Zhou Hang (8 april 1993) is een Chinese freestyleskiër.

## Carrière
Bij zijn wereldbekerdebuut, op 17 december 2010 in Beida Lake, scoorde Zhou direct zijn eerste wereldbekerpunten. Twee dagen later behaalde hij in Beida Lake zijn eerste toptienklassering in een wereldbekerwedstrijd. Tijdens de wereldkampioenschappen freestyleskiën 2011 in Deer Valley eindigde de Chinees als negentiende op het onderdeel aerials. In maart 2012 stond Zhou in Voss voor de eerste maal in zijn carrière op het podium van een wereldbekerwedstrijd.
Op de wereldkampioenschappen freestyleskiën 2015 in Kreischberg eindigde Zhou als vierde op het onderdeel aerials. Op 31 januari 2015 boekte hij in Lake Placid zijn eerste wereldbekerzege. In de Spaanse Sierra Nevada nam de Chinees deel aan de wereldkampioenschappen freestyleskiën 2017. Op dit toernooi eindigde hij als achtste op het onderdeel aerials.

## Resultaten

### Wereldkampioenschappen
| Jaar | Plaats        | Resultaten  |
| ---- | ------------- | ----------- |
| 2011 | Deer Valley   | 19e Aerials |
| 2015 | Kreischberg   | 4e Aerials  |
| 2017 | Sierra Nevada | 8e Aerials  |

### Wereldbeker
Eindklasseringen
| Seizoen   | Algm | AE    |
| --------- | ---- | ----- |
| 2010/2011 | 98e  | 27e   |
| 2011/2012 | 50e  | 18e   |
| 2012/2013 | 43e  | 13e   |
| 2013/2014 | 85e  | 20e   |
| 2014/2015 | 10e  | Brons |
| 2016/2017 | 20e  | 4e    |
| 2017/2018 | 126e | 25e   |

Wereldbekerzeges
| Datum           | Plaats      | Onderdeel |
| --------------- | ----------- | --------- |
| 31 januari 2015 | Lake Placid | Aerials   |
| 4 maart 2017    | Moskou      | Aerials   |